# The Generous Mr. Lovewell
The Generous Mr. Lovewell é o oitavo álbum de estúdio da banda MercyMe, lançado em 4 de Maio de 2010.

## Faixas
Todas as faixas por MercyMe.
1. "This Life" - 3:34
2. "The Generous Mr. Lovewell" - 4:10
3. "Move" - 2:58
4. "Crazy Enough" - 4:06
5. "All Of Creation" - 3:56
6. "Beautiful" - 4:21
7. "Back To You" - 4:11
8. "Only You Remain" - 4:50
9. "Free" - 4:09
10. "Won´t You Be My Love" - 5:16
11. "This So Called Love" - 1:36